# Kostas Papaioannou
Kostas Papaioannou (Volos (Grecia), 16 de enero de 1925 - Bobigny, 17 de noviembre de 1981) fue un filósofo francés de origen griego. También era historiador del arte griego.
Era especialista de la obra de Hegel, de Karl Marx y del marxismo en general.

## Biografía
A partir de 1941 se une a la Resistencia griega para luchar contra los nazis. En 1945, Papaioannou deja Grecia en compañía de otros jóvenes intelectuales como Kostas Axelos y Cornelius Castoriadis. Se instala en Francia en 1950 y frecuenta escritores como Raymond Aron, Boris Souvarine, Octavio Paz, Yves Bonnefoy, Eugène Ionesco y Denis de Rougemont. 
Crítico del totalitarismo estalinista (El marxismo, ideología fría), también ha contribuido en la historia del marxismo y en la traducción de textos fundamentales de Marx, Engels y Hegel (La Raison dans l'histoire). Como historiador del arte se interesó especialmente por el arte griego. 
Varios de sus ensayos han sido publicados de forma póstuma por el filósofo Alain Pons.

## Obras principales

### En español
- El marxismo, ideología fría
- La Consagración de la historia, prólogo de Octavio Paz
- Pintura bizantina y rusa
- Arte griego

### En francés
- Hegel, présentation, choix de textes, bibliographie, par Kostas Papaïoannou, Paris, Seghers, 1962.
- Marx et les marxistes, textes choisis et présentés par Kostas Papaioannou, 1965, Gallimard, (plusieurs rééditions avec une préface de Raymond Aron).ISBN 978-2070758081
- De Marx et du marxisme, Gallimard, 1983. ISBN 978-2070255368
- (et al.), L'Art grec, Paris, L. Mazenod, 1972.
- La Consécration de l'Histoire : essais, avant-propos d'Alain Pons, Paris, Éditions Champ libre, 1983. ISBN 2-85184-140-8
- La Civilisation et l'art de la Grèce ancienne, préface d'Alain Pons, nouvelle éd., Paris, Librairie générale française, 1989.
- De la critique du ciel à la critique de la terre, éditions Allia, Paris, 1998.
- Hegel et Marx. L'Interminable débat, éditions Allia, Paris, 1999.
- L'Idéologie froide : essai sur le dépérissement du marxisme, 1967, nouvelle éd., Paris, Éditions de l'Encyclopédie des Nuisances, 2009.